# Islandia (wyspa)
Islandia (isl. Ísland) – wyspa pochodzenia wulkanicznego na Oceanie Atlantyckim, w całości zajmuje ją państwo Islandia. Islandia kulturowo należy do europejskich krajów nordyckich, więc wyspę zalicza się do Europy.

## Budowa geologiczna

Mapa tektoniczna Islandii

Wyspa ma powierzchnię 102 tys. km², jest położona na Grzbiecie Śródatlantyckim, a zbudowana jest głównie ze skał trzeciorzędowych i czwartorzędowych, typu bazaltowych.

## Charakterystyka
Wyspa Islandia jest w większości wyżynno-górzysta, większość jej powierzchni znajduje się na płaskowyżu, pokrytym skałami lawowymi i tufowymi. Na południu i południowym zachodzie, na obszarach nadbrzeżnych niewielkie obszary nizin. Średnia wysokość ponad poziomem morza waha się pomiędzy 700–1000 m.
Wybrzeża wyspy o charakterze typu riwierowego, opadają stromo ku wybrzeżom.

## Wybrzeże
Linia brzegowa Islandii jest dobrze rozwinięta i różnorodna, liczne są zatoki i fiordy, na południu wybrzeża proste. Ma długość 4970 km.

## Wulkanizm

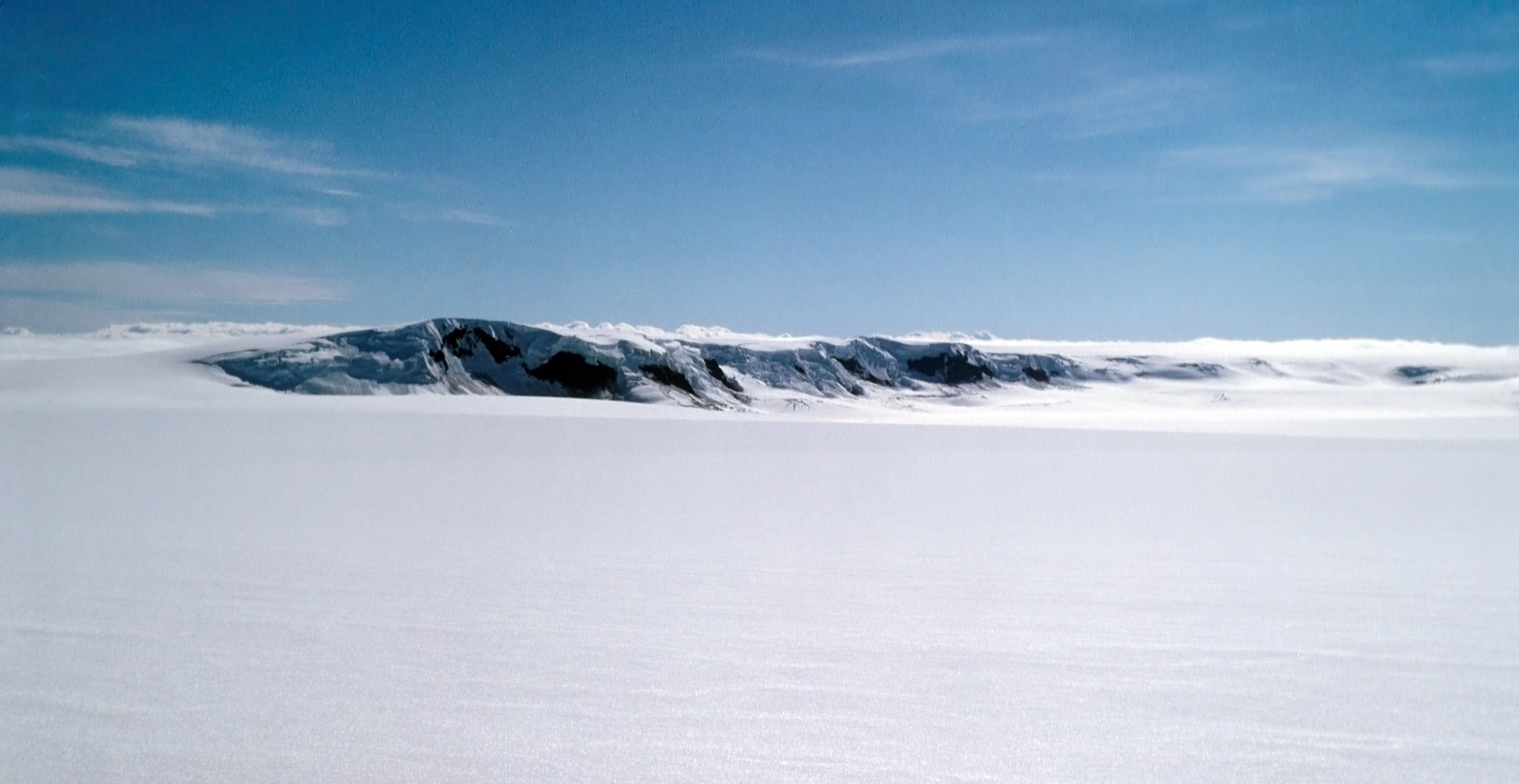
Grímsvötn

Obszar wyspy jest aktywny sejsmicznie, znajdują się na niej liczne wulkany, 26 z nich jest czynnych. Najaktywniejsze z wulkanów to Grímsvötn, Hekla, Katla. Najwyższym wulkanem jest Hvannadalshnúkur (2110 m n.p.m.).

## Lodowce

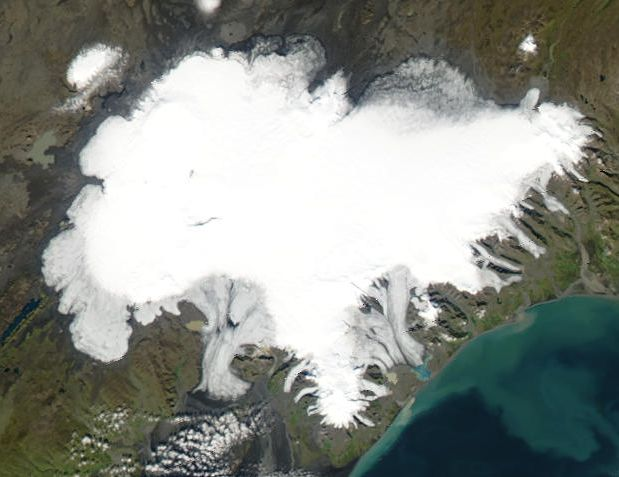
Lodowiec Vatnajökull – zdjęcie z kosmosu

Około 12% powierzchni lądu zajmują lodowce, największy z nich jest lodowiec Vatnajökull o powierzchni 7800 km², który jest także największym lodowcem w Europie.

## Klimat
Na wyspie znajdują się dwie strefy klimatyczne, południe wyspy znajduje się w strefie klimatu umiarkowanego chłodnego, na północy panuje natomiast klimat subpolarny.
Średnie temperatury zimowe wahają się w zakresie od –5 do 0 °C, natomiast temperatury w miesiącach letnich znajdują się w zakresie od 9 do 12 °C w zależności od położenia. Roczna suma opadów mieści się w granicach od 500 do 2000 mm, w mieście Reykjavík wartość ta wynosi 870 mm.

## Hydrologia

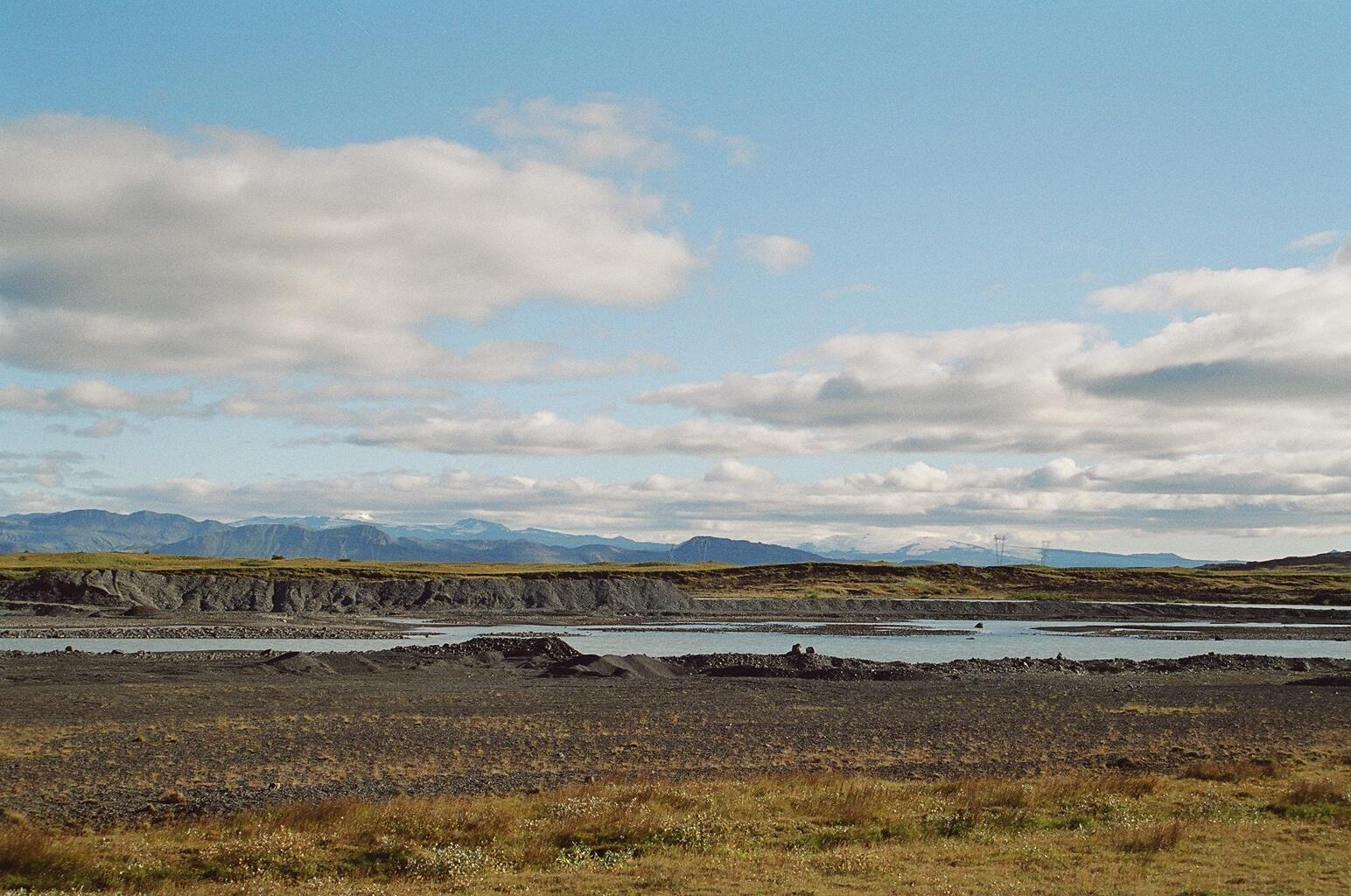
Rzeka Þjórsá

Spośród rzek najdłuższą jest Þjórsá o długości 230 km. Drugą pod względem długości jest Jökulsá á Fjöllum (206 km), a trzecią Hvitá z Ölfusá (185 km). Największym jeziorem na wyspie jest Þingvallavatn – 82 km².

## Flora
Większość powierzchni nie jest porośnięta, sporą część powierzchni zajmują m.in. lodowce i nagie skały, resztę wyspy pokrywa tundra.

## Ochrona przyrody
Na wyspie znajduje się 20 rezerwatów i 3 parki narodowe (Þingvellir, Jökulsárgljúfur, Skaftafell).